# Jonas Peinhart
Jonas Peinhart (* 16. Februar 2009 in Deutschlandsberg) ist ein österreichischer Fußballspieler.

## Karriere

### Verein
Peinhart begann seine Karriere beim SV Allerheiligen. Zur Saison 2020/21 wechselte er in die Jugend des SK Sturm Graz. Bei Sturm durchlief er ab der Saison 2023/24 auch sämtliche Altersstufen in der Akademie.
Im Jänner 2025 rückte er in den Kader der zweiten Mannschaft der Grazer. Sein Debüt für diese in der 2. Liga gab er im Mai 2025, als er am 28. Spieltag der Saison 2024/25 gegen die SV Ried in der 84. Minute für Jonas Karner eingewechselt wurde.

### Nationalmannschaft
Peinhart spielte im März 2024 erstmals für eine österreichische Jugendnationalauswahl.